# City Center Landshut
Het City Center Landshut (CCL) is een winkelcentrum nabij de oude binnenstad van Landshut. Het herbergt meer dan 40 winkels en een multiplex bioscoop met bijna 1.600 zitplaatsen in elf zalen. 

## Geschiedenis
De planning voor het winkelcentrum, dat 70 miljoen euro kostte, begon in 1998. Het centrum dat dicht bij de oude binnenstad ligt moest in de bestaande omgeving ingepast worden.    
In 2001 werd begonnen met de bouw op een braakliggend terrein bij de Isar, dat vroeger dienst deed als grote parkeerplaats. Na een bouwtijd van ca 2 jaar werd het CCL op 23 oktober 2003 geopend. De bioscoop werd een maand later geopend.  

## Architectuur en gebruik
Het CCL werd gerealiseerd in een joint venture tussen twee bedrijven als een door architectuur geleid ontwerp-bouwproject. Het architectuurconcept combineert de historische binnenstad met het moderne stadsleven.  
Het gebouw heeft drie kelderverdiepingen die worden gebruikt als ondergrondse parkeergarage. Op de bovenste verdieping van deze drie verdiepingen bevinden zich ook het parkeerkantoor en diverse winkels in het winkelcentrum. Om de mogelijke indringing van grondwater en water uit de Isar het hoofd te bieden, moesten ingewikkelde maatregelen worden genomen. 
Bovengronds is het winkelcentrum verdeeld in drie delen: 
- In het centrale hoofdcomplex zelf zijn meer dan 40 winkels verdeeld over twee verdiepingen. Boven het centrum bevinden zich 3 kantoorverdiepingen.
- In het tweede, direct verbonden complex bevinden zich de laadzone, en kantoren. Op de tweede verdieping bevindt zich Kinopolis Landshut met elf bioscoopzalen, restaurants en een groen dakterras. Op de verdiepingen erboven bevinden zich nog enkele bioscoopzalen, een evenementenlounge (meestal gebruikt als discotheek) en een lounge.
- Het derde complex, door zijn vorm in de volksmond 'banaan' genoemd, ligt ten westen van het hoofdcomplex en is er duidelijk van gescheiden door een smal voetpad. Hier zijn nog meer winkels en kantoren op de lagere verdiepingen met daarboven appartementen.

Op hoogtijdagen wordt het Landshut Centrum door 25.000 mensen per dag bezocht. 
Met het aangrenzende hoofdgebouw van de Sparkasse Landshut en het kantorencomplex van de Deutsche Rentenversicherung ertegenover vormt de CCL haar eigen stadsdeelcentrum "Am Alten Viehmarkt". 

## Eigendom en beheer
Sinds 2005 heeft de eigenaar en investeerder van het CCL, 4-RED GmbH - Real Estate Development, ook het beheer van het centrum overgenomen. Sinds medio 2006 is alle winkelruimte volledig verhuurd. In 2016 werd het centrum verkocht aan Patrizia Immobilien AG.